# Glen Hansard
Glen Hansard (Ballymun, Dublin, 21 april 1970) is een Ierse zanger/gitarist en acteur, bekend van de bands The Frames en The Swell Season, en als solo-artiest. Hij speelde in de prijswinnende speelfilms Once en The Commitments.

## Biografie
Hansard ging al op jonge leeftijd van school, om zich volledig te richten op de muziek. Hij kreeg een van de hoofdrollen in de muziekfilm The Commitments van regisseur Alan Parker uit 1991.

### The Frames
Na de filmopnames formeerde Glen Hansard zijn eigen band, The Frames. De groep kreeg een contract bij platenmaatschappij Island Records, waar ze in 1992 het debuutalbum Another Love Song uitbrachten. In 1996 volgde het succesvolle tweede album Fitzcarraldo.

### The Swell Season
Vanaf 2006 werkte Hansard samen met de Tsjechische zangeres Markéta Irglová, met wie hij tot 2011 het akoestische duo The Swell Season vormde. Hansard en Irgová speelden samen ook de hoofdrollen in de Ierse film Once. Het liedje Falling Slowly uit de soundtrack van deze film werd genomineerd voor een Grammy Award en ontving een Oscar voor 'best original song'.

### Solo
In 2007 nam Hansard het nummer You ain’t going nowhere van Bob Dylan op voor de film I'm Not There. In 2011 ging Hansard mee op de Amerikaanse tournee van Eddie Vedder (Pearl Jam).
In 2012 bracht Hansard zijn eerste solo-album uit, Rhythm and repose. Het album is geproduceerd door Thomas Bartlett (van The National en Antony and the Johnsons). In dat zelfde jaar verscheen Hansard’s compositie Take the heartland op de soundtrack van de sciencefiction film the Hunger Games. In 2013 nam hij samen met Eddie Vedder een cover op van Bruce Springsteen’s Drive all night.
In 2015 verscheen Hansard’s ep It was triumph we once proposed: songs of Jason Molina. Dat album werd opgedragen aan zijn overleden vriend Jason Molina, die vooral bekend was als Songs:Ohia en Magnolia Electric Co. In september 2015 verscheen van Hansard het album Didn’t he ramble en in 2018 Between two shores. In april 2019 verscheen zijn meest recente soloalbum This wild willing. Tegenwoordig is hij de drijvende kracht achter de organisatie die opkomt voor de daklozen in Ierland.

## Discografie

### The Commitments

#### Albums
- Original motion picture soundtrack volume 1 (1991)
- Original motion picture soundtrack volume 2 (1992)

#### Singles & ep's
- I never loved a man/In the midnight hour (1991)
- Destination anywhere/I can’t stand the rain (1991)
- Try a little tenderness (1991)
- Mustang Sally (1991)
- Bye bye bye/Slip away (1991)
- The dark end of the street/Chain of fool (1991)
- Treat her right (1991)
- Medley (1991)
- Hard to handle (1992)

#### Videos
- Commitments collectors edition (1999)

### The Frames

#### Albums
- Another love song (1992)
- Fitzcarraldo (1995)
- Dance the devil (1999)
- For the birds (2001)
- Breadcrumb trail (2002)
- Setlist (2003)
- Burn the maps (2004)
- Live at Lollapalooza (2006)
- The cost (2006)

#### Singles & ep's
- The dancer (1991)
- Turn on your record player (1992)
- Masquerade (1992)
- Picture of love (1993)
- Angel at my table (1994)
- Monument (1995)
- Revelate (1996)
- I am the magic hand (1999)
- Pavement tune (1999)
- Rent day blues (1999)
- Lay me down (2001)
- Calexico/The Frames – Clothes of sand/New partner (2001)
- Headlong (2002)
- Fake (2003)
- Finally (2004)
- Happy (2005)
- Sideways down (2005)
- Sad songs (2006)
- Falling slowly/No more I love you’s (2006)

#### Video’s
- In the deep shade (2013)

### The Swell Season

#### Albums
- The Swell Season (2006)
- Strict Joy (2009)

#### Singles & ep's
- When your mind’s made up (2007)
- Young hearts run free (2010)

#### Videos
- Live from the Artists Den (2008)

### Glen Hansard

#### Albums
- Glen Hansard en Markéta Irglóva – Once (music from the motion picture) (2007)
- Glen Hansard en Markéta Irglóva – Once: a new musical (Original Broadway cast recording) (2007)
- Rhythm and respose (2012)
- Didn’t he ramble (2017)
- Between two shores (2018)
- This wild willing (2018)
- Glen Hansard, Eddie Vedder a.o. - Flag Day (original soundtrack) (2021)

#### Singles & ep's
- Fade street/ A caution to the birds (2000)
- Falling slowly (2007)
- When your mind’s made up (2007)
- The auld triangle (2010)
- Love don’t leave me waiting (2012)
- This gift (2012)
- Drive all night (2013)
- It was triumph we once proposed… songs of Jason Molina (2015)
- Her mercy (radio audit) (2015)
- A season on the line (2016)

- Biblioteca Nacional de España: XX4853337
- Bibliothèque nationale de France: cb155728496 (data)
- Gemeinsame Normdatei: 136358403
- International Standard Name Identifier: 0000 0001 1449 6308
- Library of Congress Control Number: no2004020939
- MusicBrainz: 57f89cad-d2ef-48df-9119-8287b106716a
- Nationale Bibliotheek van Tsjechië: xx0030613
- Nederlandse Thesaurus van Auteursnamen: 311453619
- Système universitaire de documentation: 154657395
- Virtual International Authority File: 80716608
- WorldCat: E39PBJgCMM3x4BhPPPRkFCHV4q